# Leval-Trahegnies
Leval-Trahegnies (wa. Al Vå) – dzielnica (section) miasta Binche w Belgii, w Regionie Walońskim, w prowincji Hainaut, w okręgu La Louvière. 1 stycznia 2020 roku liczyła 6411 mieszkańców. Do 31 grudnia 1976 samodzielna gmina.

## Demografia
Liczba mieszkańców, stan na 1 stycznia:
| Rok                | 1930 | 1947 | 1961 | 2020 |
| ------------------ | ---- | ---- | ---- | ---- |
| Liczba mieszkańców | 6467 | 6128 | 6036 | 6411 |